# Solange
Solange Dimitrios é uma personagem fictícia do filme 007 Casino Royale, de 2006. Originalmente o nome de uma conquista amorosa de James Bond no pequeno conto 007 em Nova York, escrito por Ian Fleming em 1963, a personagem foi transformada na triste e solitária esposa do terrorista Alex Dimitrios neste filme. Foi vivida nas telas pela atriz italiana Caterina Murino.

## Características
Solange vive uma vida de luxo ao lado do marido. Apesar disso, ela sente que perdeu a chance de ter um felicidade verdadeira envolvendo-se com o homem errado. Consciente de que seu marido é um homem mau, ela nada sabe de como ele consegue seu dinheiro e por longo tempo sofre com seu temperamento violento e frieza.
Ela inadvertidamente provê James Bond com informações que o permitem abortar um atentado terrorista ordenado por Le Chiffre contra o protótipo de um novo jato de passageiros da empresa áerea SkyFleet no Aeroporto Internacional de Miami e isso lhe custa a vida.

## No filme
Ela aparece no filme cavalgando na beira da praia com um biquíni verde, é notada por Bond que sai da água e também o nota, sentindo-se rapidamente atraída por ele. Na mesma noite, eles se encontram novamente no cassino onde seu marido joga contra Bond. Na mesa de pôquer, Dimitrios perde seu carro, um Aston Martin DB5, para o espião. Quando, saindo do cassino sozinha, Solange por engano entra no carro que havia sido buscado pelo funcionário da portaria a pedido de Bond - e que ela não sabia que ele tinha ganhado de seu marido - ele a convida para um drinque.
Ela aceita e os dois acabam fazendo amor no chão da suíte de Bond, quando Solange recebe uma ligação do marido no celular dizendo que não vai estar com ela essa noite porque está voando para Miami. Quando ela vai ao banheiro, Bond deixa o quarto e vai em perseguição a Dimitrios. Quando o plano de Le Chiffre e Alex no aeroporto dá errado, Le Chiffre lembra-se que Solange, a única sobrevivente das pessoas ligadas a Alex, pode ter sido quem deu pistas para a ação de Bond. Ele e seus capangas então torturam e matam Solange, deixando seu corpo envolto numa rede na praia para ser encontrado por Bond e M.